# Ярмолинецький замок
Ярмолинецький замок — втрачена оборонна споруда у містечку Ярмолинці (тепер Хмельницької області).

## Відомості
Ярмолинці вперше згадані у письмових джерелах в 1407 р., коли король Ягайло надав ці землі Ходькови у довічне користування. У 1455 році син Ходька Олехно постарався для надання Ярмолинцям Магдебурзького права, отже десь в цей час був закладений Ярмолинський замок. Ярмолинці були власністю роду Ярмолинських до сер. 18 ст. Замків у Ярмолинцях було два: один на старому місці і один на новому. Ярмолинські змушені були будувати муровані замки для захисту від нападів татар.
Старе замчище було видно ще на початку 20 ст. в південно-східній частині Ярмолинець. Цей замок був невеликий трикутний за планом забудови (шириною 50 м і довжиною 85 м). Коло замчища тоді ж було церковище Михайлівської церкви (існувало до 18 ст.). На церковному подвір'ї викопували залишки могильних плит родини Ярмолинських, зокрема Матвія Ярмолинського (1582) та його дружини. Замок мав загальну площу близько 1/4 гектара.
Новіше замчище було ближче до центру. За планом забудови цей замок був чотирикутним, з довжиною стін 68 м, загальна площа замку сягали 1/2 гектара. На рогах замку були чотири круглих башти. В'їзд в замок був через дві брами, посередині двох протилежних стін. На поч 20 ст. були залишки брами, які правили одному мешканцю за комору.
Біля старого замку в 1823 році було викопано гармату з гербом Ярмолинських, на початку 20 ст. вона невідомо куди поділася.